# Cicones minor
Cicones minor es una especie de coleóptero de la familia Zopheridae.

## Distribución geográfica
Habita en Angola y la República Democrática del Congo.